# Теодор Робертс
Теодор Робертс (англ. Theodore Roberts; 8 жовтня 1861, Сан-Франциско, Каліфорнія — 14 січня 1928, Голлівуд, Каліфорнія) — американський актор театру і кіно. Він був театральним актором протягом десятиліть, перш ніж почати зніматися в німих фільмах в ролях старих. На сцені в 1890-х роках він виступив з Фанні Девенпорт в її п'єсі «Gismonda» (1894), а потім в п'єсі «Райські птахи» (1912) з актрисою Лоретт Тейлор. Він почав свою кар'єру в кіно в 1910-х роках в Голлівуді, і часто знімався у фільмах Сесіля Де Мілля.
Помер 14 січня 1928 року. Похований на кладовищі Hollywood Forever.

## Фільмографія
- 1915 — Бойова надія / The Fighting Hope — Корнеліус Бреді
- 1915 — Викрадені товари / Stolen Goods — німецький хірург
- 1915 — Жінка / The Woman — Джим Блейк
- 1915 — Леді губернатор / The Governor's Lady — сенатор Стрікленд
- 1915 — Невідомий / The Unknown — капітан Дестінн
- 1915 — Не випускай з уваги / The Wild Goose Chase — Гораціо Брут Бангс
- 1916 — Простак Вільсон / Pudd'nhead Wilson — Простак Вільсон
- 1916 — Чоловік на тисячу доларів / The Thousand-Dollar Husband — дядя Свен Джонсон
- 1917 — Американський консул / The American Consul — Абель Меннінг
- 1917 — Вартість ненависті / The Cost of Hatred — Юстус Грейвс
- 1917 — Шибеник / The Varmint — Роман
- 1919 — Кожна жінка / Everywoman
- 1918 — Аризона / Arizona — Кенбі
- 1919 — Секретна служба / Secret Service — генерал Гаррісон Рендольф
- 1919 — Що кожна жінка вивчає / What Every Woman Learns — Петер Фортеск'ю
- 1920 — Вибачте мій прах / Excuse My Dust — Дж. Д. Ворд
- 1920 — Солодка лаванда / Sweet Lavender — професор Феніл
- 1923 — Блудні дочки / Prodigal Daughters — Дж. Д. Форбс